# Brando (Francia)
Brando (in corso Brandu) è un comune francese di 1 635 abitanti situato nel dipartimento dell'Alta Corsica nella regione della Corsica.
Il territorio comunale comprende sia parti montane che costiere e si sviluppa ad un'altezza media di 300 m s.l.m. È costituito da diverse frazioni: Purettu, Pozzu, Silgaghja, Castellu, Mausoleu, Lavasina ed Erbalunga. Le ultime due sono località costiere.

## Società

### Evoluzione demografica
Abitanti censiti